# Ny Cassiopeiae
Ny Cassiopeiae (ν Cassiopeiae , förkortat Ny Cas, ν Cas) som är stjärnans Bayerbeteckning, är en ensam stjärna belägen i södra delen av stjärnbilden Cassiopeja. Den har en skenbar magnitud på 4,89 och är svagt synlig för blotta ögat. Baserat på parallaxmätning inom Hipparcosuppdraget på ca 7,9 mas, beräknas den befinna sig på ett avstånd av 410 ljusår (126 parsek) från solen.

## Egenskaper
Ny Cassiopeiae är en blå jättestjärna av spektralklass B9 III eller B8 V. Cowley et al. (1969) katalogiserade stjärnan som B9 III, vilket betyder att den har spektrum av en utvecklad jättestjärna av typ B. Palmer et al. (1968) tilldelade den dock klass B8 V, som istället skulle innebära att den är en vanlig stjärna i huvudserien av typ B.
Ny Cassiopeiae har en massa som är 3,9 gånger solens massa och en radie som är omkring 3,0 gånger solens. Den utsänder från sin fotosfär 348 gånger mer energi än solen vid en effektiv temperatur på 13 268 K.